# Кубок Нідерландів з футболу 2001—2002
Кубок Нідерландів з футболу 2001–2002 — 84-й розіграш кубкового футбольного турніру в Нідерландах. Володарем кубка став Аякс.

## Календар
| Раунд        | Дата                         | Матчі | Клуби   |
| ------------ | ---------------------------- | ----- | ------- |
| Перший раунд | 4-22 серпня 2001             | 114   | 84 → 46 |
| Другий раунд | 18 вересня - 3 жовтня 2001   | 20    | 46 → 26 |
| Третій раунд | 23 жовтня - 6 листопада 2001 | 10    | 26 → 16 |
| 1/8 фіналу   | 11-12 грудня 2001            | 8     | 16 → 8  |
| 1/4 фіналу   | 30 січня - 7 лютого 2002     | 4     | 8 → 4   |
| 1/2 фіналу   | 29 березня - 10 квітня 2002  | 2     | 4 → 2   |
| Фінал        | 12 травня 2002               | 1     | 2 → 1   |

## 1/8 фіналу
| Команда 1      | Рахунок | Команда 2                  |
| -------------- | ------- | -------------------------- |
| 11 грудня 2001 |         |                            |
| Телстар (2)    | 1:0     | Фортуна (Сіттард)          |
| Рода           | 0:1     | Геренвен                   |
| Утрехт         | 4:1     | Ексельсіор (Роттердам) (2) |
| 12 грудня 2001 |         |                            |
| Валвейк        | 1:2 дч  | ПСВ                        |
| Йонг Аякс (4)  | 2:1 дч  | Твенте                     |
| Аякс           | 4:3 дч  | Росендал (2)               |
| Феєнорд        | 2:0     | Ден Босх                   |
| Гронінген      | 3:0     | Зволле (2)                 |

## 1/4 фіналу
| Команда 1     | Рахунок      | Команда 2   |
| ------------- | ------------ | ----------- |
| 30 січня 2002 |              |             |
| Утрехт        | 3:1          | Геренвен    |
| ПСВ           | 1:1 пен. 7:6 | Феєнорд     |
| 7 лютого 2002 |              |             |
| Йонг Аякс (4) | 3:0          | Телстар (2) |
| Аякс          | 4:0          | Гронінген   |

## 1/2 фіналу
| Команда 1       | Рахунок      | Команда 2 |
| --------------- | ------------ | --------- |
| 29 березня 2002 |              |           |
| Йонг Аякс (4)   | 2:2 пен. 6:7 | Утрехт    |
| 10 квітня 2002  |              |           |
| Аякс            | 3:0          | ПСВ       |

## Фінал
| 12 травня 2002 |

| Утрехт                    | 2:3 дч   | Аякс                                  |
| ------------------------- | -------- | ------------------------------------- |
| Глушчевич 56', 76' (пен.) | Протокол | Мідо 21' Вамберто 90' Ібрагімович 93' |

| Феєнорд, Роттердам Глядачів: 37 122 Арбітр: Рене Теммінк |